# Organizacja Narodów i Ludów Niereprezentowanych
Organizacja Narodów i Ludów Niereprezentowanych (ang. Unrepresented Nations and Peoples Organisation, UNPO) – organizacja międzynarodowa powstała 11 lutego 1991 w Hadze, której członkami są rdzenne społeczności, terytoria aspirujące do samodzielności, mniejszości narodowe, a także kraje de facto niepodległe, niemające jednak swego przedstawicielstwa w ciałach takich jak ONZ. Celem organizacji jest ochrona praw człowieka, prawa do zachowania własnej tożsamości narodowej i kulturalnej, a także do samostanowienia, ochrona środowiska oraz poszukiwanie pokojowych rozwiązań konfliktów na tle narodowościowym.
Organizacja liczy 40 członków. Cele reprezentowanych społeczności (w zależności od konkretnego narodu) są różne – od autonomii kulturalnej, zachowania języka, prawa do tradycyjnego sposobu życia, aż do pełnej niepodległości. Kilku dawnych członków UNPO jest obecnie państwami niepodległymi: Armenia, Estonia, Gruzja, Łotwa, Palau i Timor Wschodni.
Za rok 2008 nagrodzona została Europejską Nagrodą Obywatelską.

## Członkowie UNPO (wraz z datą przystąpienia)
Afryka
- Afrykanerzy (2008)
- Annobón (2024)
- Barotseland (2013)
- Batwa (1993)
- Bellah (2017)
- Delta Nigru (2020)
- Haratyni (2011)
- Jorubowie (2020)
- Kabylia (2017)
- Ogaden (2010)
- Ogoni (1993)
- Oromowie (2004)
- Somaliland (2004)
- Togoland Zachodni (2017)
- Zambezja (2020)

Ameryka Północna
- Dystrykt Kolumbii (Waszyngton, D.C.) (2015)

Azja
- Aceh (1991, członek-założyciel)
- Ahwazi (Arabowie irańscy) (2003)
- Asyria (1991)
- Azerbejdżan Południowy (2007)
- Beludżystan (2008)
- Beludżystan Zachodni (2005)
- Gilgit-Baltistan (2008)
- Góry Czatgańskie (1991)
- Hmong (2007)
- Khmerowie Krom (wietnamscy) (2001)
- Kurdystan Irański (2007)
- Moluki Południowe (1991)
- Mongolia Południowa (2004)
- Nagalim (1993)
- Sindhudesh (2002)
- Tajwan (1991, członek-założyciel)
- Turkiestan Wschodni (1991, członek-założyciel)
- Tybet (1991, członek-założyciel)

Europa
- Bretania (2015)
- Katalonia (2018)
- Tatarzy krymscy (1991, członek-założyciel)

Oceania
- Guam (2020)
- Papua Zachodnia (1991, członek-założyciel)

### Członkowie zawieszeni
- Abchazja (1991)

### Byli członkowie (obecnie niepodległe państwa)
- Łotwa (niepodległa od 1991)
- Estonia (niepodległa od 1991)
- Gruzja (niepodległa od 1991)
- Armenia (niepodległa od 1991)
- Palau (niepodległe od 1994)
- Timor Wschodni (niepodległy od 2002)

## Sekretarze Generalni
- Michael van Walt van Praag (1991–1997)
- Cering Dżampa (1997–1998)
- Helen S. Corbett (1998–1999)
- Erkin Alptekin (1999–2003)
- Marino Busdachin (2003–2010)
- Ngawang Choephel (2010–2018)
- Ralph J. Bunche III (2018–2023)
- Mercè Monje Cano (od 2023)